# سپستان‌واران
سپستان‌واران (انگلیسی: Cordioideae)زیرخانواده‌ای از گیاهان گلدار در خانواده گاوزبانیان است.
سرده‌های آن عبارتند از:
- Coldenia کارل لینه
- سپستان‌ها Cordia L.
- Saccellium Humb. & Bonpl.[۱]